# Lakkia jezik
Lakkia jezik (chashan yao, lajia, laka, lakia, lakja, lakkja, tai laka, tea mountain yao; ISO 639-3: lbc), jedini predstavnik najmanje kam-tajske jezične podskupine lakkja, kojim govori oko 12 000 ljudi (1999 L. Baoyuan) u južnokineskoj autonomnoj regiji Guangxi Zhuang. Etnički ih se klasificira u Jao (Yao ili Mien) narode, ali jezik pripada porodici tai-kadai (1990 J. Svantesson). 
Pripadnici drugih susjednih etničkih skupina koriste se njime zbog trgovine

## Vanjske poveznice
- Ethnologue (14th)
- Ethnologue (15th)